# UFC 128
UFC 128: Shogun vs. Jones（ユーエフシー・ワントゥエンティエイト：ショーグン・バーサス・ジョーンズ）は、アメリカ合衆国の総合格闘技団体「UFC」の大会の一つ。2011年3月19日、ニュージャージー州ニューアークのプルデンシャル・センターで開催された。

## 大会概要
本大会ではマウリシオ・ショーグンとジョン・ジョーンズによるUFC世界ライトヘビー級タイトルマッチが組まれた。
元WEC世界フェザー級王者ユライア・フェイバー、元WEC世界バンタム級王者エディ・ワインランド、キャリア9戦無敗のカマル・シャロルスがUFCデビュー。

### カード変更
負傷などによるカードの変更は以下の通り。
- マニー・ガンブリャン → エリック・コク（第1試合）

- ダン・ミラー → コンスタンティノス・フィリッポウ（第2試合）

- カーロス・ヴェモラ → エリオット・マーシャル（第7試合）

- フランク・ミア → ミルコ・クロコップ（第8試合）

- 秋山成勲 → ダン・ミラー（第9試合）

- ティト・オーティズ vs. アントニオ・ホジェリオ・ノゲイラ → UFC Fight Night 24に移動

- チェール・ソネン vs. 秋山成勲 → ソネンの不祥事により中止

## 試合結果

### プレリミナリーカード
第1試合 フェザー級ワンマッチ 5分3R
○  エリック・コク vs.  ハファエル・アスンソン ×
1R 2:32 KO（右フック）
第2試合 88.5kg契約ワンマッチ 5分3R
○  ニック・カトーネ vs.  コンスタンティノス・フィリッポウ ×
3R終了 判定3-0（30-27、30-27、30-27）
第3試合 バンタム級ワンマッチ 5分3R
○  ジョセフ・ベナビデス vs.  イアン・ラブランド ×
3R終了 判定3-0（29-28、30-27、30-27）

### Facebook中継カード
第4試合 ライト級ワンマッチ 5分3R
○  グレイゾン・チバウ vs.  カート・ペレグリーノ ×
3R終了 判定2-1（29-28、28-29、29-28）
第5試合 ウェルター級ワンマッチ 5分3R
○  マイク・パイル vs.  ヒカルド・アルメイダ ×
3R終了 判定3-0（29-28、29-28、29-28）

### Spike中継カード
第6試合 ライト級ワンマッチ 5分3R
○  エジソン・バルボーザ vs.  アンソニー・ヌジョクアニ ×
3R終了 判定3-0（29-28、29-28、29-28）
第7試合 ライトヘビー級ワンマッチ 5分3R
○  ルイス・カーニ vs.  エリオット・マーシャル ×
1R 2:15 TKO（パウンド）

### メインカード
第8試合 ヘビー級ワンマッチ 5分3R
○  ブレンダン・シャウブ vs.  ミルコ・クロコップ ×
3R 3:44 KO（右フック）
第9試合 ミドル級ワンマッチ 5分3R
○  ネイサン・マーコート vs.  ダン・ミラー ×
3R終了 判定3-0（30-27、30-27、30-27）
第10試合 ライト級ワンマッチ 5分3R
○  ジム・ミラー vs.  カマル・シャロルス ×
3R 2:15 TKO（膝蹴り→パウンド）
第11試合 バンタム級ワンマッチ 5分3R
○  ユライア・フェイバー vs.  エディ・ワインランド ×
3R終了 判定3-0（29-28、29-28、29-28）
第12試合 UFC世界ライトヘビー級タイトルマッチ 5分5R
○  ジョン・ジョーンズ vs.  マウリシオ・ショーグン ×
3R 2:37 TKO（膝蹴り）
※ジョーンズが王座獲得に成功。

### 各賞
ファイト・オブ・ザ・ナイト： エジソン・バルボーザ vs. アンソニー・ジョクアーニ
ノックアウト・オブ・ザ・ナイト： ブレンダン・シャウブ、エリック・コク
サブミッション・オブ・ザ・ナイト： 該当者なし
各選手にはボーナスとして70,000ドルが支給された。